# Mechiel Bruin Bruins

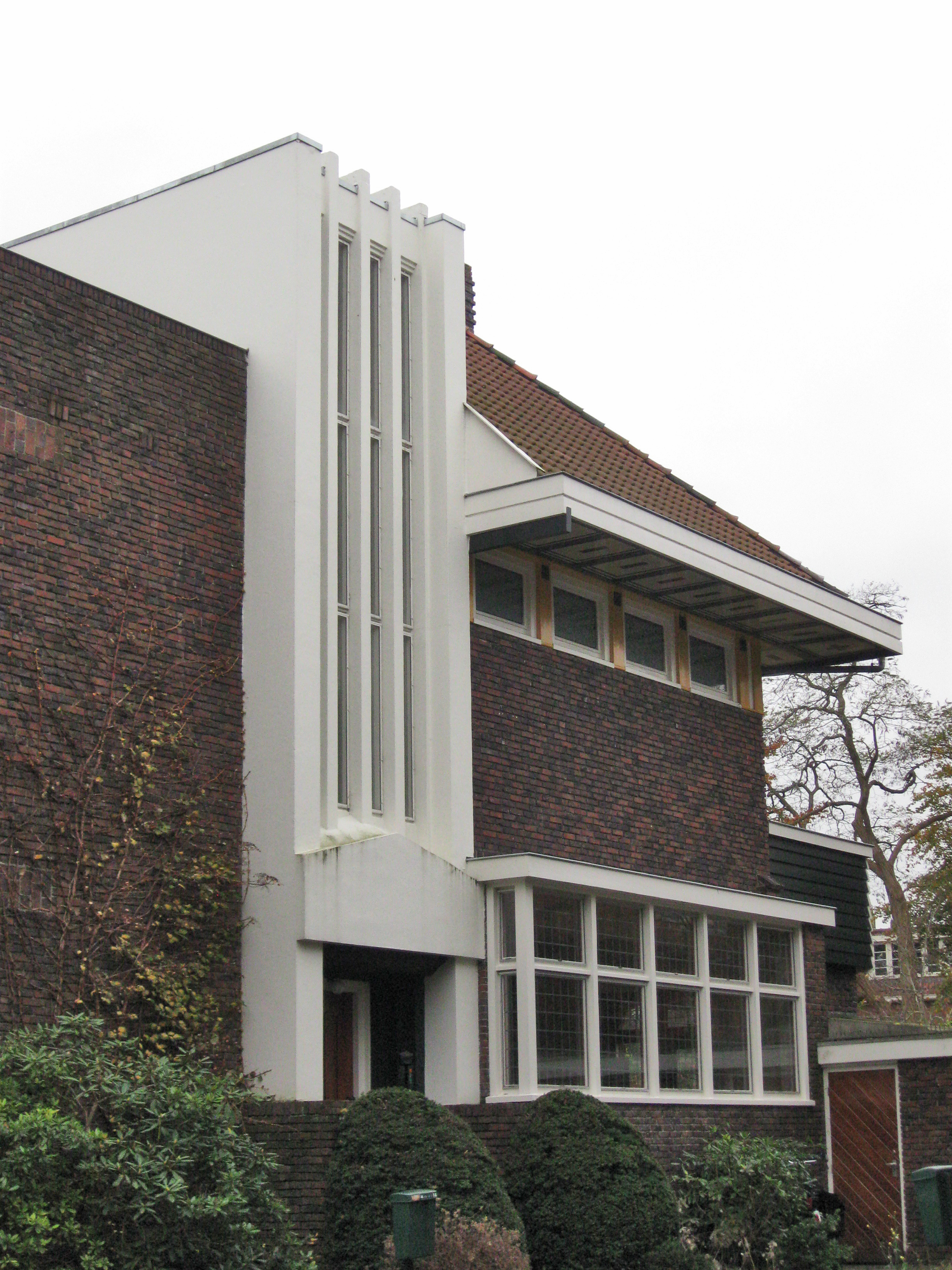
De dubbele villa Oranjesingel 13-14 (1926) in Groningen, ontworpen door M.B. Bruins (2010)

Mechiel Bruin Bruins (Rasquert, 17 april 1881 – Groningen, 24 november 1953), in vakliteratuur doorgaans M.B. Bruins genoemd, was een Nederlandse architect.

## Biografie

### Opleiding en werk voor De Ploeg
Bruins, zoon van een landbouwer, volgde een opleiding tot bouwkundig ingenieur aan de Technische Hoogeschool in Delft, waar hij in 1908 zijn diploma als "bouwkundig ingenieur" behaalde (tegelijk met M.J. Granpré Molière en G. Diehl). Tussen 1919 en 1921 volgde hij een opleiding aan de Academie Minerva, tijdens welke hij een belangrijke rol speelde bij de oprichting van kunstkring De Ploeg, waarvan hij in de beginjaren bestuurslid was. Hij was vanaf het begin een voorstander van kwaliteit binnen de kunstbeweging. Een voorstel van hem om jaarlijks door middel van een ballotage leden uit de beweging te kunnen zetten die kwalitatief minder werk leverden werd echter weggestemd als 'wreed'.
Van Bruins als kunstenaar is relatief weinig werk bekend. Voorbeelden zijn het schilderij In de lijn van omstreeks 1919 met een scheepsjagende jonge vrouw en een affice voor de Groningse landbouwtentoonstelling van 1922. Dit laatste jaar was hij (kort na de toetreding van Egbert Reitsma tot De Ploeg) ook betrokken bij de oprichting van een bouwkundig consultatiebureau binnen De Ploeg. Ook regelde hij opdrachten voor de schilders binnen De Ploeg, zorgde hij voor de aanschaf van een etspers en stelde samen met Jan Wiegers de Ploegkalender samen.
In de loop der tijd ging hij zich steeds meer richten op architectuur. In 1925 was hij voor de Vereniging ter Bevordering van Bouwkunst lid van de commissie Stadsverfraaiing, in 1927 werd hij voorzitter van de kort daarvoor opgerichte Bond van Groninger Architecten, in 1928 werd hij voorgedragen als lid van de Commissie van Toezicht op de inrichtingen voor lager en middelbaar onderwijs en als lid van het Natuurkundig Genootschap. Ook werd hij in 1928 voorzitter van De Ploeg, maar al in 1931 nam hij afscheid van De Ploeg.

### Werk als architect
Als architect liet Bruins zich beïnvloeden door de ideeën van de Amsterdamse School. Van zijn hand zijn enkel de schoolmeesterswoning in Roden en een viertal dubbele villa's aan de westrand van het Noorderplantsoen in Groningen bekend: Aan de Oranjesingel, waar hij zelf ook woonde.
Twee door hem in die bouwstijl ontworpen villa's, evenals de schoolmeesterswoning, zijn aangewezen als rijksmonument.

## Werken (selectie)
- 1915: Schoolmeesterswoning aan de Schoolstraat, Roden[1][2]
- 1926: Dubbele villa aan de Nassaulaan, Groningen[3]
- 1926: Dubbele villa aan de Oranjesingel, Groningen[4]